# Dorelia McNeill
Dorothy (Dorelia) McNeill, (19 de diciembre de 1881 - 23 de julio de 1969) fue conocida como modelo de los artistas galeses Gwen John y Augustus John, fue la esposa de hecho de este último y se le atribuye el mérito de inspirar "su primera obra inequívocamente personal". En su tiempo fue considerada por algunos como un ejemplo de la moda bohemia.

## Biografía

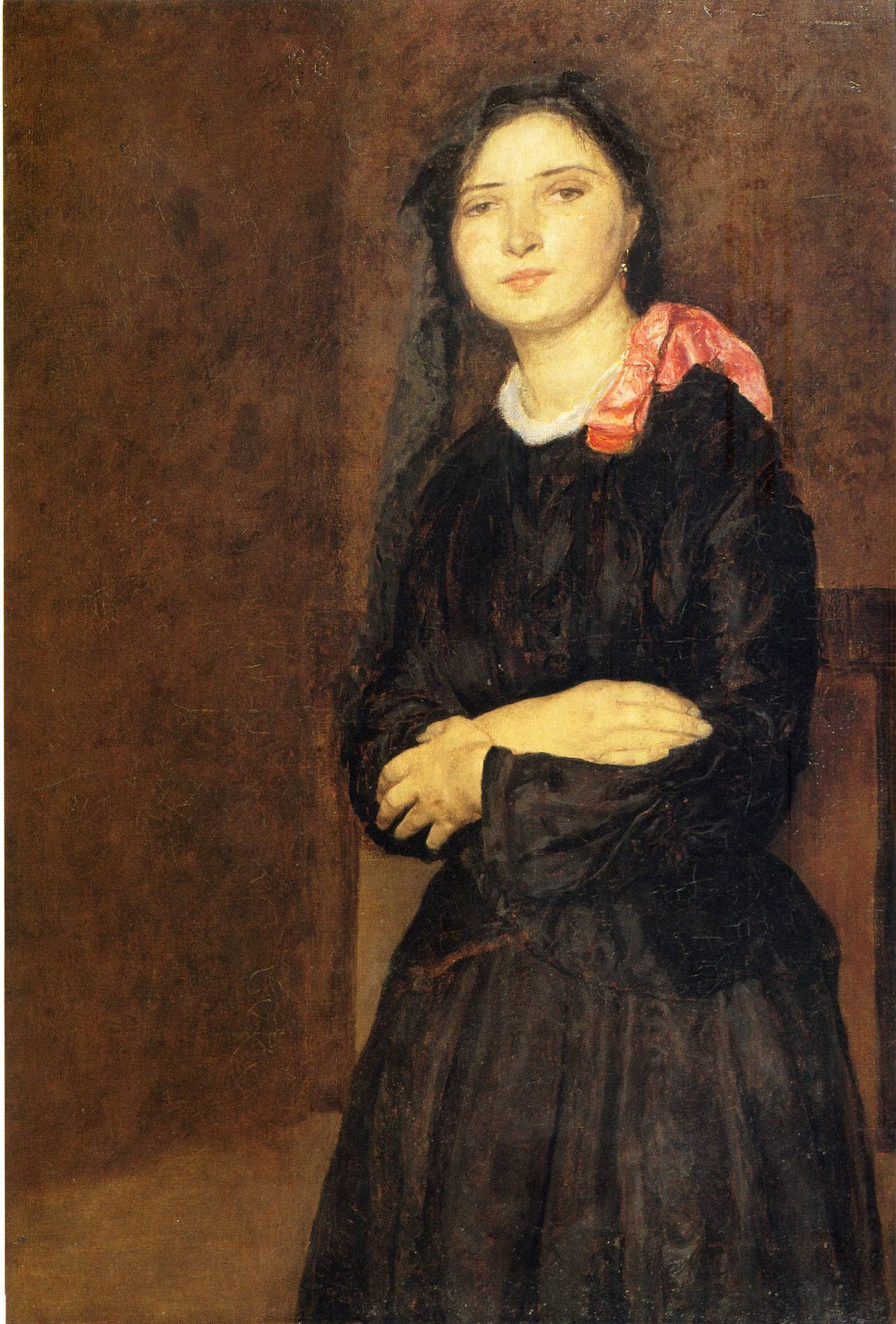
Dorelia McNeill retratada por Gwen Jonh (1903-4)

Dorothy McNeill nació en Camberwell y fue la cuarta de siete hijos de un empleado de comercio. Mientras asistía a la Escuela de Arte de Westminster en 1903, conoció a Gwen John, quien a su vez le presentó a su hermano Augustus. Ese año Gwen y Dorelia viajaron juntas a pie por Francia, con destino a Roma. Durante una estancia en Toulouse, Gwen John pintó varios retratos de McNeill, incluido «Dorelia con un vestido negro», antes de que las dos se dirigieran a París, donde compartieron alojamiento brevemente en 1904. McNeill se fue a Brujas con un artista belga, Augustus fue en su búsqueda y con ella regresó a Inglaterra. Vivía en un ménage à trois con Augustus John y su esposa Ida Nettleship, a veces como parte de una caravana gitana que crecería para incluir a los hijos de John con ambas mujeres. El acuerdo de "familia abierta" duró hasta la muerte de Nettleship en 1907, en ese momento McNeill se convirtió en la principal figura femenina en la casa de John, haciéndose cargo de los cuatro hijos de ambos y de los que John tenía de su anterior matrimonio. Más tarde tuvo una aventura, alentada por Augustus, con el pintor Henry Lamb quien recientemente se había separado de su esposa.
McNeill a menudo se describe como tranquila y enigmática. En el trabajo de Gwen John, ella aparece vestida con sencillez; en las obras de Augustus John, su imagen es más sofisticada, usando echarpes y vestidos largos, pero también fue modelo de escenas domésticas, incluidas aquellas que la muestran con la primera esposa de Augustus y sus hijos. Se dice que ella "hizo una contribución significativa al 'utopismo bohemio' del período más intensamente creativo del artista, c. 1903-1914". Fue madre de dos hijos y dos hijas, entre ellas la artista Vivien Jonh. McNeill vivió con Augustus hasta su muerte en 1961.